# Френина стопала
Френина стопала (енгл. Franny's Feet, у употреби и Френине ципелице и Френине ципеле) је канадска телевизијска цртана серија. Главна радња прати пустоловине девојчице Френсис "Френи" Фентутси, док испробава различите ципеле и путује на различита места широм света.
У Србији и Црној Гори је први пут објављена на DVD-у 2011. године, а касније ова синхронизација емитована је на каналу РТС 2. У Србији, Црној Гори, Босни и Херцеговини и Северној Македонији се 2015. године на српском језику емитовала на ТВ Мини. Синхронизацију за ДВД је радио студио Студио, а за ТВ Мини студио Блу хаус. Од 1. октобра 2019. године се емитује на каналу Пинк кидс.

## Радња
Френсис "Френи" Фентутси посећује свог деку сваког дана у његовој обућарској радњи у Ванкуверу. Воле да причају о проблемима док муштерија не наиђе. Муштерија деки објасни проблем који има са ципелама, а он Френи дозволи да их однесе у кутију. Френи испроба ципеле, а оне је одведу на магична места широм планете. На крају сваке епизоде, након што Френи реши проблем на магичном месту, у обући налази предмет, ставља га у своју кутију за ципеле и решава сопствени проблем. У четвртој сезони Френина одећа се мења у зависности где је ципеле одведу. Уводна шпица је такође прерађена; у суштини је иста и приказује исечке из прве три сезоне, али је ре-анимирана, тако да се Френи појављује у одећи прилагођеној тим местима.
Серија је дизајнирана да научи децу о лепотама истраживања по први пут. Подржали су је амерички и канадски критичари, такође је у мају 2011. добила признање производ који се издваја 2006. од стране iParenting Media Awards.

## Улоге
| Улога               | Глумац         |
| ------------------- | -------------- |
| Френи               | Марина Дарлинг |
| Дека                | Паул Пантинг   |
| Додатни мушки глас  |                |
| Додатни женски глас |                |

## Списак епизода
Свака епизода се састоји од две кратке у трајању од по 15 минута.

## ДВД издања
Компанија General Disc Tehnology је 2011. издала једини српски ДВД ове серије. Садржи 10 кратких епизода ван правог редоследа. Синхронизацију је радио студио Студио, а дистрибуцију БДР Медија (Србија) и Горатон (Црна Гора). ДВД се зове Френине ципелице, а у самој серији пише Френине ципеле. ДВД се продавао у Србији и Црној Гори, а тренутно је доступан само преко интернет продавница.